# Kurt Schmid
Kurt Schmid   (Baar, 11 de febrer de 1932 - Suïssa, 2 de desembre de 2000) fou un remer suís que va competir durant les dècades de 1940 i 1950. Era el fill del també remer Karl Schmid.
El 1952 va prendre part en els Jocs Olímpics d'Estiu de Hèlsinki on, fent parella amb Hans Kalt, guanyà la medalla de bronze en la prova de dos sense timoner del programa de rem. Vuit anys més tard, als Jocs de Roma, fou sisè en la prova del quatre sense timoner. En el seu palmarès també destaquen una medalla d'or i una de bronze al Campionat d'Europa de rem de 1950 i 1951.